# Lista foștilor membri ai Camerei Reprezentanților Statelor Unite ale Americii: I
Această este o listă a foștilor membri ai Camerei Reprezentanților Statelor Unite ale Americii al căror nume de familie începe cu litera I.
| Reprezentant            | Ani                  | Stat           | Partid               |
| ----------------------- | -------------------- | -------------- | -------------------- |
| Dick Ichord             | 1961-1981            | Missouri       | Democrat             |
| James T. Igoe           | 1927-1933            | Illinois       | Democrat             |
| Michael L. Igoe         | 1935-1937            | Illinois       | Democrat             |
| William L. Igoe         | 1913-1921            | Missouri       | Democrat             |
| Peter Ihrie, Jr.        | 1829-1833            | Pennsylvania   | Democrat             |
| Frank N. Ikard          | 1951-1963            | Texas          | Democrat             |
| George P. Ikirt         | 1893-1895            | Ohio           | Democrat             |
| Daniel Ilsley           | 1807-1809            | Massachusetts  | Democrat-Republican  |
| Lawrence E. Imhoff      | 1933-1939, 1941-1943 | Ohio           | Democrat             |
| James H. Imlay          | 1797-1801            | New Jersey     | Federalist           |
| Samuel Williams Inge    | 1847-1851            | Alabama        | Democrat             |
| William Marshall Inge   | 1833-1835            | Tennessee      | Democrat             |
| Charles Jared Ingersoll | 1813-1815, 1841-1849 | Pennsylvania   | Democrat             |
| Colin Macrae Ingersoll  | 1851-1855            | Connecticut    | Democrat             |
| Ebon Clark Ingersoll    | 1863-1871            | Illinois       | Republican           |
| Joseph Reed Ingersoll   | 1835-1837, 1841-1849 | Pennsylvania   | Whig                 |
| Ralph Isaacs Ingersoll  | 1825-1833            | Connecticut    | Național Republican  |
| Samuel Ingham           | 1835-1839            | Connecticut    | Democrat             |
| Samuel D. Ingham        | 1813-1818, 1822-1829 | Pennsylvania   | Democrat-Republican  |
| Jim Inhofe              | 1987-1994            | Oklahoma       | Republican           |
| Daniel Inouye           | 1959-1963            | Hawaii         | Democrat             |
| Andy Ireland            | 1977-1993            | Florida        | Republican           |
| Clifford Ireland        | 1917-1923            | Illinois       | Republican           |
| Alfred Briggs Irion     | 1885-1887            | Louisiana      | Democrat             |
| Alexander Irvin         | 1847-1849            | Pennsylvania   | Whig                 |
| James Irvin             | 1841-1845            | Pennsylvania   | Whig                 |
| William W. Irvin        | 1829-1833            | Ohio           | Democrat             |
| William Irvine          | 1793-1795            | Pennsylvania   | Anti-Administrație   |
| William Irvine          | 1859-1861            | New York       | Republican           |
| Theodore L. Irving      | 1949-1953            | Missouri       | Democrat             |
| William Irving          | 1814-1819            | New York       | Democrat-Republican  |
| Donald Jay Irwin        | 1959-1961, 1965-1969 | Connecticut    | Democrat             |
| Edward M. Irwin         | 1925-1931            | Illinois       | Republican           |
| Harvey Samuel Irwin     | 1901-1903            | Kentucky       | Republican           |
| Jared Irwin             | 1813-1817            | Pennsylvania   | Democrat-Republican  |
| Thomas Irwin            | 1829-1831            | Pennsylvania   | Democrat             |
| William W. Irwin        | 1841-1843            | Pennsylvania   | Whig                 |
| Jacob C. Isacks         | 1823-1825            | Tennessee      | Democrat-Republican  |
| Jacob C. Isacks         | 1825-1833            | Tennessee      | Democrat             |
| Leo Isacson             | 1948-1949            | New York       | American Muncitoresc |
| Johnny Isakson          | 1999-2005            | Georgia        | Republican           |
| Ernest Istook           | 1993-2007            | Oklahoma       | Republican           |
| Anthony Friday Ittner   | 1877-1879            | Missouri       | Republican           |
| Alfred Iverson, Sr.     | 1847-1849            | Georgia        | Democrat             |
| Willard Ives            | 1851-1853            | New York       | Democrat             |
| Edouard Izac            | 1937-1947            | California     | Democrat             |
| James F. Izlar          | 1894-1895            | South Carolina | Democrat             |